# Ivánkafalva
Ivánkafalva (szlovákul Ivančiná) község Szlovákiában, a Zsolnai kerületben, a Stubnyafürdői járásban. Turócudvard tartozik hozzá.

## Fekvése
Turócszentmártontól 25 km-re délnyugatra, a Turóc jobb partján  fekszik.

## Története
A falut Namszlav és fiai Iván, Tamás, Bertalan és Miklós alapították 1248-ban, amikor adományként kapták a területet. 1423-ban „Iwankafalua” néven említik, de területén már a korai szláv időkben is volt település. 1430-tól a Boda, később a Thuróczi és nyári családok birtoka. 1536-ban „Iwanchynffalwa” néven szerepel írott forrásban. Lakói a 16. század közepén reformátusok lettek. Evangélikus iskolája a 17. században nyílt meg. 1715-ben 15 adózó háztartása volt. 1785-ben 31 házában 196 lakos élt.
A 18. század végén Vályi András így ír róla: „IVÁNKAFALVA. Ivantsina. Tót falu Túrótz Várm. földes Urai több Urak, lakosai katolikusok, és evangelikusok, fekszik Túrótz vize mellett, Szent Mihálynak filiája, két szép Templom van benne.”
1828-ban 36 háza volt 284 lakossal, akik mezőgazdasággal foglalkoztak.
Fényes Elek 1851-ben kiadott geográfiai szótárában így ír a faluról: „Iváknófalva, (Ivancsina), tót falu, Thurócz vmegyében, a Thurócz vize mellett: 32 kath., 252 evang. lak. Evang. anyatemplom. Határa róna és termékeny; rétjei igen jók. F. u. Prónay, Nyáry család.”
A trianoni diktátumig Turóc vármegye Stubnyafürdői járásához tartozott.
1991-ben csatolták hozzá Turócudvardot.

### Turócudvard
A 18. század végén Vályi András így ír róla: „DVORETZ. Tót falu Túrocz Vármegyében, földes Urai Kontsek, és más Urak, lakosai katolikusok, és evangélikusok, fekszik Turótz vize mellett, Ivántsinátol nem meszsze, Szent Mihálynak szomszédságában, ’s ennek filiája, határja meglehetős termésű.”
Fényes Elek 1851-ben kiadott geográfiai szótárában így ír a faluról: „Dvorecz, Thurócz m. tót falu, a Thurócz vize mellett: 28 kath., 58 ev. lak. F. u. Koncsek. Ut. p. Rudno.”
A trianoni diktátumig Turóc vármegye Stubnyafürdői járásához tartozott.
1991-ben csatolták Ivánkafalvához.

## Népessége
| Év:            | 1994. | 2004.   | 2014.   | 2024.   |
| -------------- | ----- | ------- | ------- | ------- |
| Emberek száma: | 91    | 97      | 92      | 93      |
| Eltérés:       |       | +6,59 % | -5,15 % | +1,08 % |

| Év:            | 2023. | 2024.   |
| -------------- | ----- | ------- |
| Emberek száma: | 90    | 93      |
| Eltérés:       |       | +3,33 % |

1880-ban 253-an lakták, ebből 10 magyar és 231 szlovák anyanyelvű. Turócudvard 106 lakosából 1 magyar és 102 szlovák anyanyelvű; ebből 34 római katolikus és 72 evangélikus vallású volt.
1890-ben 169 lakosából 5 magyar és 159 szlovák anyanyelvű volt. Turócudvardot 106-an lakták, ebből 18 magyar és 88 szlovák anyanyelvű; ebből 22 római katolikus és 84 evangélikus vallású volt.
1900-ban 212 lakosából 5 magyar és 203 szlovák anyanyelvű volt. Turócudvard 109 lakosából 4 magyar és 105 szlovák anyanyelvű volt.
1910-ben 224-en lakták: 6 magyar, 4 német, 213 szlovák és 1 egyéb anyanyelvű; ebből 4 izraelita, 27 római katolikus és 193 evangélikus vallású volt. Turócudvardot 95-en lakták: 57 magyar és 38 szlovák anyanyelvű.
1921-ben 196 lakosából 3 magyar, 1-1 német és zsidó, és 191 csehszlovák; ebből 3 izraelita, 27 római katolikus és 166 evangélikus vallású volt. Turócudvard 81 lakosából 2 magyar és 78 csehszlovák volt.
1930-ban 184 lakosából 179 csehszlovák és 5 német volt; ebből 21 római katolikus és 163 evangélikus vallású volt. Turócudvard 73 lakosa mind csehszlovák volt.
1970-ben 140 lakosából 138 szlovák és 2 ismeretlen nemzetiségű volt. Turócudvard 67 lakosa mind szlovák volt.
1980-ban 106 lakosából 105 szlovák és 1 cseh volt. Turócudvard 54 lakosa mind szlovák volt.
1991-ben 79 lakosából 78 szlovák és 1 cseh volt. Turócudvard 35 lakosa mind szlovák volt.
2001-ben 95 lakosából 92 szlovák, 2 cseh és 1 egyéb nemzetiségű volt.
2011-ben 94 lakosából 83 szlovák, 1 morva és 10 ismeretlen nemzetiségű volt.
2021-ben 90-en lakták, ebből 85 szlovák, 1 magyar, 3 egyéb és 1 ismeretlen nemzetiségű.

## Neves személyek
- Itt született 1684-ben idősebb Blázy János evangélikus lelkész.
- Itt születtek Mojsisovics János aszódi, majd pribóci evangélikus lelkész gyermekei: János, Sámuel, György, Anna, Julianna Apollónia és Ferenc

## Nevezetességei
- Római katolikus temploma a 14. században épült kora gótikus stílusban. 1430 után átépítették, tornya a 17. században épült.
- Evangélikus temploma a 16. századi régi fatemplom helyén a 20. században épült.
- A faluban egy 17. századi eredetű reneszánsz kúria található, később átépítették.

## Külső hivatkozások
- Községinfó
- Ivánkafalva Szlovákia térképén
- A község a Turóci régió honlapján
- E-obce.sk Archiválva 2008. április 25-i dátummal a Wayback Machine-ben